# Paraclius pictipes
Paraclius pictipes är en tvåvingeart som beskrevs av Becker 1922. Paraclius pictipes ingår i släktet Paraclius och familjen styltflugor.
Artens utbredningsområde är Paraguay. Inga underarter finns listade i Catalogue of Life.